# Comuna Viinîțea, Mlîniv
Viinîțea (în ucraineană Війниця) este o comună în raionul Mlîniv, regiunea Rivne, Ucraina, formată din satele Babolokî și Viinîțea (reședința).

## Demografie
Componența lingvistică a comunei Viinîțea
     Ucraineană (98,86%)
     Alte limbi (1,02%)
Conform recensământului din 2001, majoritatea populației comunei Viinîțea era vorbitoare de ucraineană (98,86%), existând în minoritate și vorbitori de alte limbi.